# 보바리 부인
《보바리 부인: 시골의 풍속》(프랑스어: Madame Bovary: Mœurs de province 마담 보바리 뫼르 드 프로뱅스[*])은 귀스타브 플로베르의 장편 소설이다. 실제로 있었던 개업의(開業醫) 외젠 들라마르(프랑스어: Eugène Delamare)의 아내인 델핀 들라마르(프랑스어: Delphine Delamare)의 자살사건을 취재하여 5년간에 걸쳐 완성하였다. 사실주의 소설의 전형적 걸작이다.

## 줄거리
주인공 엠마는 북프랑스 루앙 부근의 부유한 농가의 외동딸이며 인생에 있어서 커다란 꿈을 품은 미모(美貌)의 정열적인 여성이다. 의사 샤를 보바리와 결혼을 하지만 곧 환멸을 느낀다. 그것을 안 바람둥이 로돌프는 그녀에게 접근하여 간단하게 정복해 버린다. 그러나 그녀가 열중하자 간단히 그녀와의 관계를 끊는다. 엠마는 절망하였으나 이어 젊은 서기 레옹을 사랑하여 밀회를 거듭한다. 결국 그녀는 가사를 돌보지 않고 남편 몰래 낭비한 빚 때문에 자살로 비극적인 삶을 마감한다.

## 평가
세상 물정을 모르는 꿈 많은 여성의 인생과 결혼에 대한 환멸의 이야기이며 '파멸(破滅) 소설'의 전형이다. 종교와 양속을 해치는 것이라고 하여 재판에 회부되었으나 무죄로 판결을 받았다. 대비평가 생트뵈브는 이 소설을 과학적 인간분석의 우수한 선구적 작품으로 보았고, 텐은 발자크 이래 가장 뛰어난 소설이라 하였다.

## 같이 보기
- 보바리즘

## 우리말 번역
번역본에 따라 '마담 보바리' 또는 '보바리 부인'이라고도 한다.
- 김화영 옮김, 민음사, 2000년 2월 29일
- 진인혜 옮김, 을유문화사, 2021년 1월 25일
- 방미경 옮김, 북레시피, 2022년 1월 12일
- 이봉지 옮김, 펭귄클래식, 2013년 11월 18일